# 片山博視
片山 博視（かたやま ひろし、1987年4月19日 - ）は、兵庫県三原郡三原町市（現在の南あわじ市）出身のプロ野球選手（投手・内野手・外野手）。左投左打。

## 概要
NPBの東北楽天ゴールデンイーグルス在籍時は、大半の期間は投手であったが、2015年のみ野手へ転向していた。
博視の視は、正確には示へんの部分を崩さずに示と書く。

## 経歴

### プロ入り前
三原町立市小学校で3年時から「三原ジャガーズ」で投手兼一塁手として軟式野球を始める。三原町立三原中学校では3年時にエースとして全国大会8強入りを果たす。
報徳学園高校入学後に硬式野球を始め、1年の秋頃からエースで4番となる。2年の時には春の第76回選抜大会、同年夏の第86回全国選手権に連続出場。選抜では東海大山形高校、全国選手権では涌井秀章擁する横浜高校と対戦し、いずれも初戦敗退。3年夏は兵庫大会で自己最多の1試合17奪三振を記録したが5回戦敗退。4番として高校通算36本塁打を記録した打者としての評価も高く、投手・野手両方でドラフト上位指名での入団が可能と言われ、ドラフトに際しては日米合わせ、10数球団に注目されていた。
2005年のNPB高校生ドラフト会議にて東北楽天ゴールデンイーグルスと広島東洋カープから1巡目で重複指名を受け、抽選の結果、楽天が交渉権を獲得。交渉の結果、投手として入団。入団当初の背番号は「28」。楽天ではNPBに加盟した前年のドラフト会議にて明治大学の一場靖弘を1巡目指名（後に入団）したため、高校生の選手を1巡目で指名した事例は、ドラフト会議が「大学・社会人ほか指名会議」と「高校生指名会議」に分かれた2005年における「高校生指名会議」の片山が初めてであった。

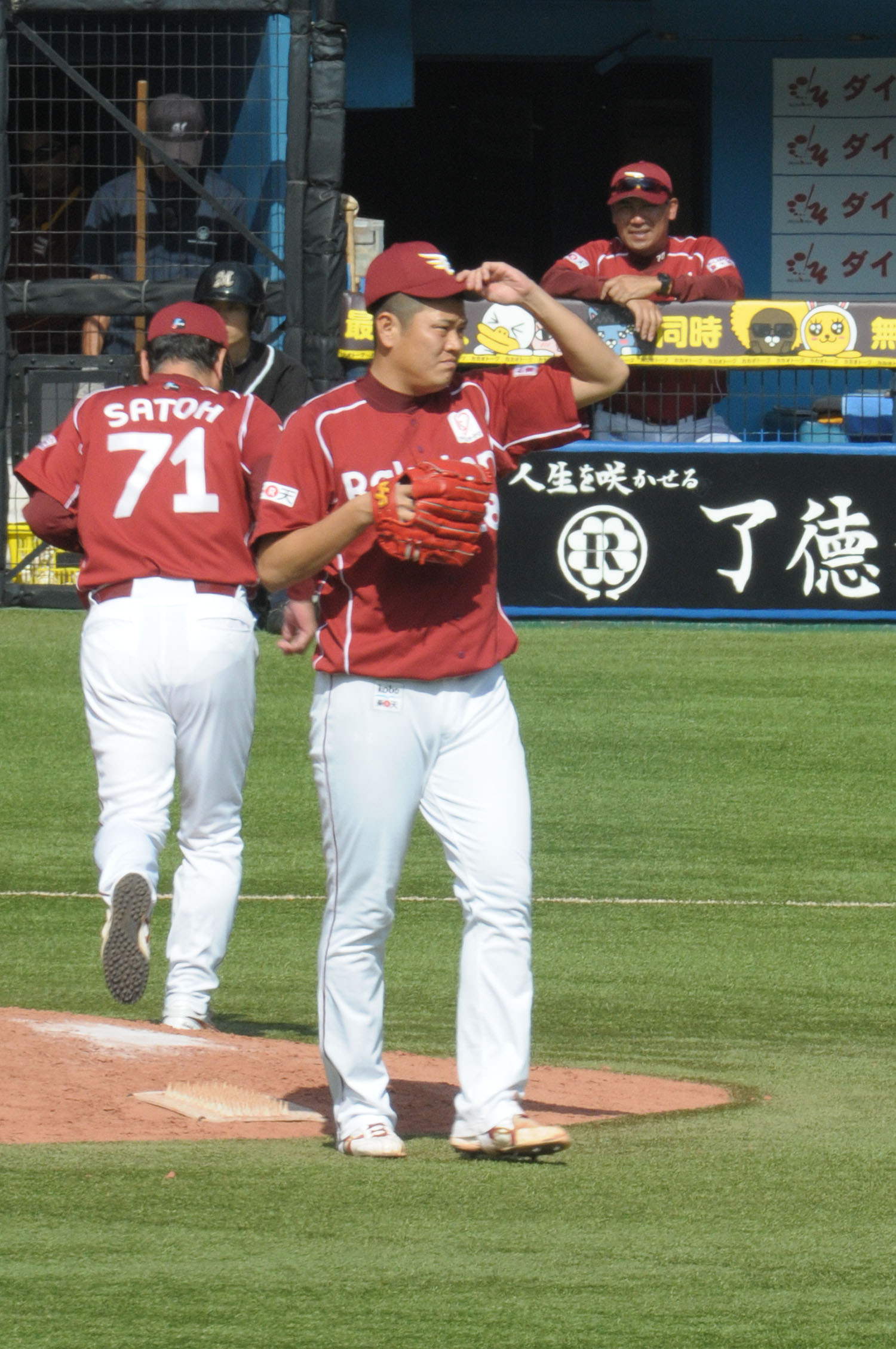
投手時代（QVCマリンフィールド 2013年5月12日）

### 楽天時代

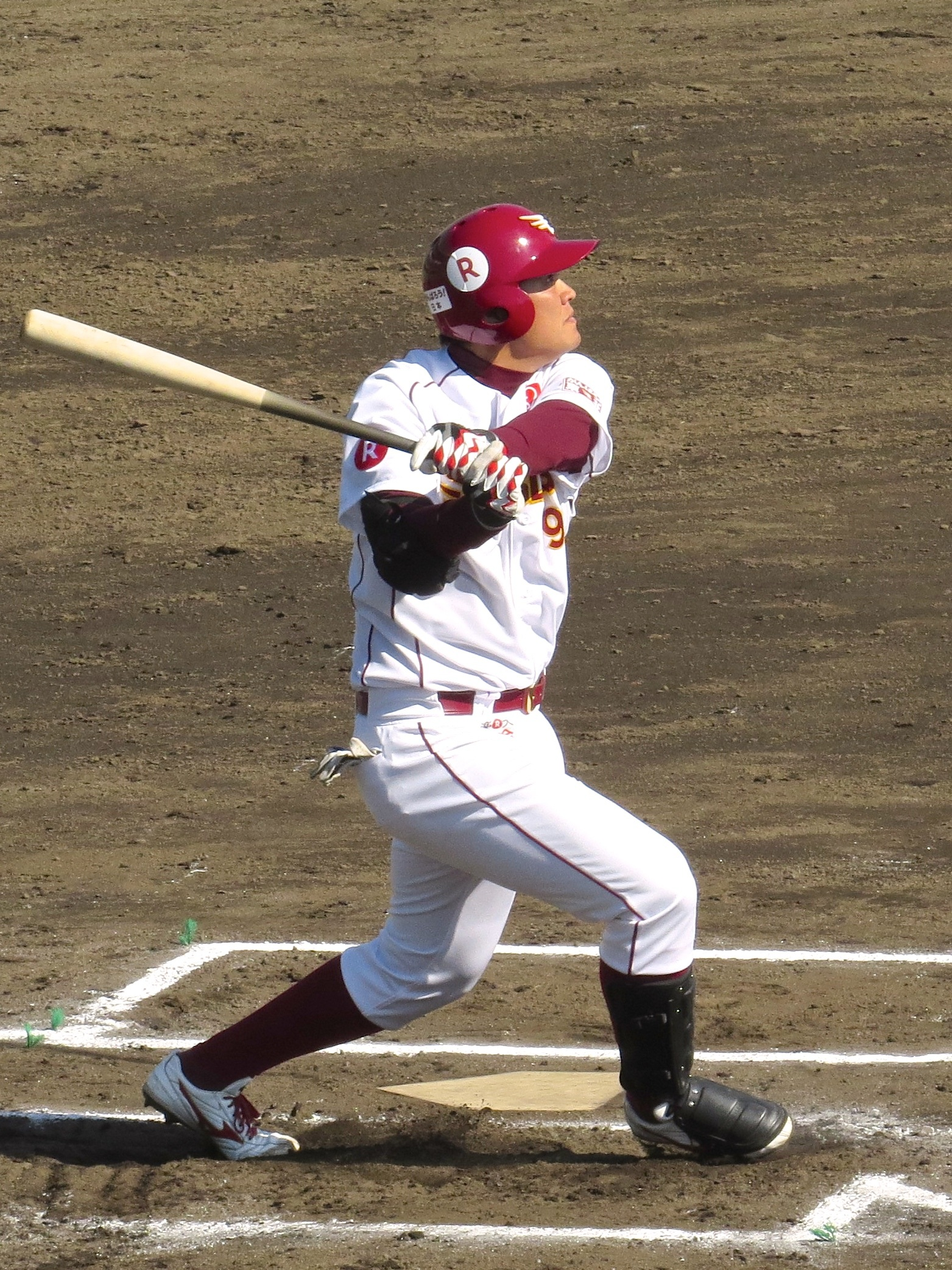
投手から野手への転向後（2015年 さいたま市営浦和球場）

2006年には、シーズン早々に出場選手登録を果たしたものの、一軍公式戦への登板機会はなかった。投球フォームが固まらないことや、左肘を故障したことから、二軍でも事実上体力の強化に専念。イースタン・リーグ公式戦には1試合に登板したが、打者6人に5被安打1与死球という内容で6点を失った末に、一死も取れずに降板した。
2007年には、一軍のレギュラーシーズン最終戦の直前に出場選手登録を果たしたが、最終戦への登板は見送られた。イースタン・リーグ公式戦では、4試合（15イニング）の登板にとどまりながら、防御率1.80を記録。シーズン終了後のフェニックスリーグでは、先発投手として4勝を挙げた。
2008年には、6月に3日の対阪神タイガース戦（クリネックススタジアム宮城）に救援投手として一軍デビューを果たすと、高校時代の地元・甲子園球場で開かれた18日の同カードで一軍初先発。7月2日の対千葉ロッテマリーンズ戦（クリネックススタジアム宮城）に先発すると、被安打3という好投で一軍初勝利・初完投・初完封を記録した。また、フレッシュオールスターゲームでは、イースタン・リーグ選抜の2番手投手として登板。リーグ戦の後半に先発で中盤に崩れることが相次いだため、一軍公式戦では通算で2勝7敗という成績に終わった。もっとも、この年チームに在籍していた左腕投手のうち、一軍公式戦の先発で勝利を挙げたのは片山（2試合）だけであった。
2009年には、オープン戦で好投していたが、後に左中指の深指屈筋を挫傷。公式戦の開幕直前から6週間のノースロー調整を余儀なくされた影響で、一軍公式戦への登板機会はなかった。12試合に登板したイースタン・リーグ公式戦でも、3勝5敗、防御率5.52という成績に留まった。
2010年には、新監督のマーティー・ブラウンからリリーフへの適性の高さを見出されたことを機に一軍の救援陣に定着。シーズン当初はロングリリーフやビハインドの局面で起用されながら、登板の機会を重ねた。セットアッパーの左腕投手・有銘兼久が故障で戦線離脱してからは、セットアッパーに抜擢。与四死球が多い割に被安打が少なかったことから、通算53試合の登板で、防御率1.88という成績を残した。
2011年には、前年に続き、左のセットアッパーとして活躍。一軍公式戦には、チーム最多の59試合に登板すると、パシフィック・リーグ7位の25ホールドポイントを記録した。一方で防御率は3.43と前年度よりも悪化したが、これはシーズン唯一の先発登板試合だった6月5日の東京ヤクルトスワローズ戦（明治神宮野球場）で4回裏にリーグワースト記録の1イニング10失点を喫したためで、救援登板のみでの通算防御率は1.84と低かった。なお、シーズン終了後には、井坂亮平と共にオーストラリアのウィンターリーグ（ABL）に派遣。リーグ戦で人生初のセーブを挙げた。
2012年には、開幕から調子が上がらず、出場選手登録と抹消を繰り返した。シーズン後半にサイドスロー風の投球フォームに変更。一軍公式戦には41試合に登板したが、勝利は付かず、防御率も3.77に達した。
2013年には、一軍公式戦31試合の登板で、3勝1敗、防御率3.03を記録。しかし、レギュラーシーズン後半の故障で9月1日に出場選手登録を抹消されたため、チーム初のパシフィック・リーグ優勝の輪には加われなかった。クライマックスシリーズや日本シリーズへの登板機会もなかったが、チームの日本シリーズ制覇で臨んだ台湾でのアジアシリーズでは、準決勝の統一ライオンズ戦（11月19日）に2番手投手として初登板。2回裏無死一・三塁から7回裏終了までのロングリリーフを、被安打:3・失点:1で凌いだ。
2014年には、春季キャンプ前の自主トレーニングから、先発投手への本格転向を視野に調整していた。しかし、3月のオープン戦で左肘痛を発症したため、5月中旬までは患部のリハビリに専念していた。7月30日にシーズン初の出場選手登録を果たしたが、一軍公式戦への登板はオール救援で4試合にとどまった。シーズン終了後の契約交渉では、翌2015年の契約に対し、NPBの野球協約で定められている減俸の上限（年俸1億円未満の場合には25%）を適用することを球団から通告。結局、推定年俸2250万円（750万円減）で契約を更改した。
2015年には、春季キャンプの第1クールで左肘痛が再発したため、2月9日に一軍監督の大久保博元へ野手転向を志願。翌10日には、内野手へ転向することや、背番号を91へ変更することが球団から発表された。公式戦の開幕後は、野手としての経験を二軍で積むことに専念。イースタン・リーグ公式戦には、49試合の出場で、打率.238、1本塁打、11打点という成績を残した。また、27試合で一塁、7試合で外野の守備に就いている。なお、10月4日には、支配下選手登録を解除することを球団から通告。11月9日には、育成選手として再契約を結んだことや、背番号を001へ変更することが球団から発表された。
2016年には、春季キャンプのスタートから野手として参加。キャンプ中の紅白戦では、バックスクリーンを越える場外本塁打（推定飛距離150メートル）を放った。しかし、投手時代に痛めていた左肘が回復したことから、投手として一軍復帰を目指すことを決意した。公式戦開幕直後の3月31日には、再び投手へ転向することが球団から発表された。イースタン・リーグ公式戦では11試合に登板したが、0勝2敗1セーブ、防御率4.32という成績で、支配下選手への再登録はならなかった。10月31日には、育成選手に関するNPBの規約により、自由契約選手として公示。公示後に、育成選手としての再契約に至った。
2017年には、レギュラーシーズンの開始前に、左肘内側側副靱帯の損傷と左肘頭の疲労骨折が判明し、3月16日に靱帯を再建する手術を受けた。遊離体の摘出や左上腕骨の固定を伴う手術で、全治に10か月を要することが見込まれたため、実戦登板の機会はなかった。10月1日に球団から戦力外通告を受けた後に、同月31日付でNPBから自由契約選手として公示。

### 楽天退団後
NPB他球団での現役続行を希望していたことや、実戦で投球できるまで左肘が回復していたことから、2017年11月15日には投手として12球団合同トライアウト（MAZDA Zoom-Zoom スタジアム広島）に参加。シートバッティング形式で4人の打者と対戦したところ、1被安打と1与四球ながら、2人の打者から三振を奪った。
これに対し、武蔵ヒートベアーズ新監督の角晃多が、片山にコーチ兼任での入団を打診。NPB他球団からの獲得のオファーがなかった片山は、1年でNPBへ復帰することを目標に武蔵へ入団することを決めた。ちなみに、角はロッテ在籍時にイースタン・リーグのロッテ戦に投手で登板した片山と対戦したこともあった。

### BCリーグ・武蔵→埼玉時代
2017年12月6日に、武蔵ヒートベアーズが片山の入団を発表した。2018年シーズンは投手としての契約で、投手コーチも兼務する。背番号は37。
2019年には背番号を99に改め、オーバーエイジ枠の都合上ヘッドコーチに専念していたが、7月9日にコーチ兼内野手として現役復帰した。同年はコーチとして松岡洸希（同年のドラフト会議で埼玉西武3位指名）を育てている。
2021年はコーチを兼任しながらも主力野手としてチームトップタイの60試合に出場。8・9月は打率.437を記録し、東地区野手部門月間MVPに選出された。チームの野手部門MVPにも選ばれ、最終的に打率.361で東地区の首位打者となり、リーグのベストナイン（一塁手部門）にも選出された。12月8日にはメットライフドームで行われた12球団合同トライアウトにも参加した。12月21日、来シーズンの役職がヘッドコーチ兼任に変更されたことが発表された。
2024年シーズン開幕後の4月23日、「球団規定及びリーグ契約書に反した」ことを理由に、同日付で自由契約により退団したことが発表された。同シーズン、埼玉では公式戦出場は投打ともになかった。

### BCリーグ・福島時代
4月26日、埼玉と同じリーグの福島レッドホープスに入団することが発表された。背番号は66。シーズン終了後の11月29日に、背番号を9に変更することが発表された。シーズン終了後の12月13日、2025年シーズンは選手兼任の野手コーチに就任することが発表された。

## 選手としての特徴
投手としては、190cmを超える長身から投げ下ろす平均球速約141km/h、最速147km/hのストレートに、2種類のスライダー、スローカーブ、チェンジアップ、フォークボールを投げる技巧派サウスポー。スライダーについては、楽天への入団後のインタビューで、「一番得意なボール」と答えている。2012年頃からは、ストレートとスライダーを軸にシュートやチェンジアップを組み合わせる一方で、カーブをほとんど投げなくなった。ストレートは「綺麗な真っ直ぐではなく、ボールが自然に動く」と語っており、目立つほどの球速ではないが、ストレートの被打率は2008年度のパシフィック・リーグ投手5傑に入った。ただし、左投手ながらも左打者が苦手。変化球の失投を痛打されることが多いことや、与四死球が多いことを自身の課題に挙げていた。
その一方で、高校時代に通算36本塁打を記録するほどの長打力や、野手としての潜在能力も注目されていた。楽天への入団後には、ブラウンの前任監督・野村克也が一時、打者としての適性の高さを見込んで野手への転向プランを公言。片山本人にも、転向を勧めていたという。

## 人物
左投げ左打ちであるが、ペンと食事は右利き。
青山浩二・小山伸一郎と共に楽天の救援投手として活躍した2010年には、3人の苗字に「山」が入っていることにちなんで、「スリーマウンテンズ」という総称が広まった。名付け親は、当時skyAの楽天主催試合中継で実況を担当していたフリーアナウンサーの加藤じろう。ちなみに、青山とは仲が良く、青山のブログで片山は「伝説の人」と呼ばれている。
私生活では楽天投手時代の2011年5月に結婚。同年10月12日に第1子となる長女が誕生したが、育成選手時代の2016年7月に離婚。楽天から戦力外通告を受けた直後には、『プロ野球戦力外通告・クビを宣告された男達』（TBSテレビ）のスタッフが、武蔵への入団が決まるまで片山に密着取材。2017年12月30日の放送では、前述した離婚から武蔵への入団決定直後までの1年半にわたり、楽天の本拠地・仙台市内のビジネスホテルで単身生活を送ってきたことなどが紹介された。その後2020年に2度目の結婚を、2021年末時点で1歳の娘がいる。
田中将大とは、高校3年生だった2005年の第6回アジアAAA野球選手権で全日本高校選抜メンバーに揃って選ばれた頃から交友がある。

## 詳細情報

### 年度別投手成績
| 年 度     | 球 団     | 登 板 | 先 発 | 完 投 | 完 封 | 無 四 球 | 勝 利 | 敗 戦 | セ 丨 ブ | ホ 丨 ル ド | 勝 率 | 打 者 | 投 球 回 | 被 安 打 | 被 本 塁 打 | 与 四 球 | 敬 遠 | 与 死 球 | 奪 三 振 | 暴 投 | ボ 丨 ク | 失 点 | 自 責 点 | 防 御 率 | W H I P |
| --------- | --------- | ----- | ----- | ----- | ----- | -------- | ----- | ----- | -------- | ----------- | ----- | ----- | -------- | -------- | ----------- | -------- | ----- | -------- | -------- | ----- | -------- | ----- | -------- | -------- | ------- |
| 2008      | 楽天      | 18    | 12    | 2     | 1     | 0        | 2     | 7     | 0        | 1           | .222  | 346   | 79.0     | 70       | 4           | 35       | 0     | 8        | 71       | 2     | 0        | 35    | 32       | 3.65     | 1.33    |
| 2010      | 楽天      | 53    | 1     | 0     | 0     | 0        | 1     | 2     | 0        | 10          | .333  | 255   | 62.1     | 45       | 3           | 26       | 2     | 2        | 59       | 3     | 0        | 15    | 13       | 1.88     | 1.14    |
| 2011      | 楽天      | 59    | 1     | 0     | 0     | 0        | 2     | 3     | 0        | 23          | .400  | 241   | 57.2     | 55       | 3           | 15       | 0     | 2        | 55       | 2     | 0        | 24    | 22       | 3.43     | 1.21    |
| 2012      | 楽天      | 41    | 0     | 0     | 0     | 0        | 0     | 2     | 0        | 12          | .000  | 134   | 28.2     | 36       | 2           | 12       | 0     | 2        | 21       | 2     | 0        | 12    | 12       | 3.77     | 1.67    |
| 2013      | 楽天      | 31    | 0     | 0     | 0     | 0        | 3     | 1     | 0        | 2           | .750  | 160   | 35.2     | 38       | 1           | 16       | 0     | 2        | 22       | 0     | 0        | 12    | 12       | 3.03     | 1.51    |
| 2014      | 楽天      | 4     | 0     | 0     | 0     | 0        | 0     | 1     | 0        | 0           | .000  | 10    | 1.0      | 2        | 0           | 4        | 1     | 1        | 0        | 0     | 0        | 1     | 1        | 9.00     | 6.00    |
| 通算：6年 | 通算：6年 | 206   | 14    | 2     | 1     | 0        | 8     | 16    | 0        | 48          | .333  | 1146  | 264.1    | 246      | 13          | 108      | 3     | 17       | 228      | 9     | 0        | 99    | 92       | 3.13     | 1.34    |

- 2018年度シーズン終了時

### 表彰
- イースタン・リーグ優秀選手賞（2008年）
- ファーム月間MVP（2008年3・4月）

### 記録
- 初登板：2008年6月3日、対阪神タイガース1回戦（クリネックススタジアム宮城）、9回表に4番手で救援登板・完了、1回無失点
- 初奪三振：同上、9回表に金本知憲から見逃し三振
- 初先発登板：2008年6月18日、対阪神タイガース4回戦（阪神甲子園球場）、6回3失点で敗戦投手
- 初勝利・初先発勝利・初完投勝利・初完封勝利：2008年7月2日、対千葉ロッテマリーンズ10回戦（クリネックススタジアム宮城）
- 初ホールド：2008年7月28日、対千葉ロッテマリーンズ15回戦（千葉マリンスタジアム）、6回裏に2番手で救援登板、2回1/3を無失点

### 独立リーグでの投手成績
| 年 度     | 球 団     | 登 板 | 勝 利 | 敗 戦 | セ 丨 ブ | 完 投 | 勝 率 | 投 球 回 | 打 者 | 被 安 打 | 被 本 塁 打 | 奪 三 振 | 与 四 球 | 与 死 球 | 失 点 | 自 責 点 | 暴 投 | ボ 丨 ク | 防 御 率 | W H I P |
| --------- | --------- | ----- | ----- | ----- | -------- | ----- | ----- | -------- | ----- | -------- | ----------- | -------- | -------- | -------- | ----- | -------- | ----- | -------- | -------- | ------- |
| 2018      | 武蔵 埼玉 | 16    | 1     | 1     | 0        | 0     | .500  | 17.2     | 79    | 19       | 1           | 13       | 6        | 4        | 9     | 9        | 2     | 0        | 4.58     | 1.45    |
| 2020      | 武蔵 埼玉 | 1     | 0     | 0     | 0        | 0     | ----  | 1.0      | 5     | 0        | 0           | 2        | 1        | 0        | 0     | 0        | 0     | 0        | 0.00     | 1.00    |
| 2022      | 武蔵 埼玉 | 1     | 0     | 0     | 0        | 0     | ----  | 0.2      | 2     | 0        | 0           | 2        | 0        | 0        | 0     | 0        | 0     | 0        | 0.00     | 0.00    |
| 2023      | 武蔵 埼玉 | 1     | 0     | 0     | 0        | 0     | ----  | 1.0      | 3     | 0        | 0           | 1        | 0        | 0        | 0     | 0        | 0     | 0        | 0.00     | 0.00    |
| 通算：4年 | 通算：4年 | 19    | 1     | 1     | 0        | 0     | .500  | 18.2     | 89    | 19       | 1           | 16       | 7        | 4        | 9     | 9        | 2     | 0        | 4.18     | 1.34    |

### 独立リーグでの打撃成績
| 年 度     | 球 団     | 試 合 | 打 席 | 打 数 | 得 点 | 安 打 | 二 塁 打 | 三 塁 打 | 本 塁 打 | 塁 打 | 打 点 | 盗 塁 | 盗 塁 死 | 犠 打 | 犠 飛 | 四 球 | 敬 遠 | 死 球 | 三 振 | 併 殺 打 | 打 率 | 出 塁 率 | 長 打 率 | O P S |
| --------- | --------- | ----- | ----- | ----- | ----- | ----- | -------- | -------- | -------- | ----- | ----- | ----- | -------- | ----- | ----- | ----- | ----- | ----- | ----- | -------- | ----- | -------- | -------- | ----- |
| 2019      | 武蔵 埼玉 | 24    | 90    | 82    | 13    | 23    | 4        | 1        | 3        | 38    | 13    | 3     | 0        | 0     | 0     | 6     | -     | 2     | 15    | 3        | .280  | .344     | .463     | .808  |
| 2020      | 武蔵 埼玉 | 52    | 189   | 163   | 24    | 46    | 6        | 0        | 8        | 76    | 25    | 4     | 0        | 0     | 1     | 16    | -     | 9     | 34    | 0        | .282  | .376     | .466     | .842  |
| 2021      | 武蔵 埼玉 | 60    | 230   | 202   | 47    | 73    | 7        | 1        | 7        | 103   | 35    | 4     | 0        | 1     | 0     | 17    | -     | 10    | 35    | 4        | .361  | .437     | .510     | .947  |
| 2022      | 武蔵 埼玉 | 47    | 180   | 167   | 22    | 49    | 11       | 2        | 6        | 82    | 29    | 5     | 1        | 3     | 0     | 6     | -     | 4     | 37    | 5        | .293  | .333     | .491     | .824  |
| 2023      | 武蔵 埼玉 | 63    | 255   | 219   | 36    | 72    | 11       | 0        | 9        | 110   | 38    | 5     | 1        | 3     | 1     | 20    | -     | 12    | 47    | 7        | .329  | .413     | .502     | .915  |
| 2024      | 福島      | 46    | 182   | 153   | 21    | 47    | 11       | 0        | 4        | 70    | 25    | 1     | 0        | 1     | 0     | 18    | -     | 10    | 27    | 5        | .307  | .414     | .458     | .872  |
| 通算：6年 | 通算：6年 | 282   | 1126  | 986   | 163   | 310   | 50       | 4        | 37       | 479   | 165   | 24    | 2        | 8     | 2     | 83    | -     | 47    | 195   | 24       | .314  | .394     | .486     | .879  |

- 2024年度シーズン終了時
- 埼玉武蔵ヒートベアーズは、2020年より「武蔵」から「埼玉」に略称を変更。

### 背番号
- 28（2006年 - 2014年）
- 91（2015年）
- 001（2016年 - 2017年）
- 37（2018年）
- 99（2019年 - 2024年4月23日）
- 66（2024年4月26日 - 同年終了）
- 9 （2025年 - ）

### 登場曲
- 「Too Little Too Late」 JOJO（2007年）
- 「シャナナ☆」 MINMI（2008年）
- 「SCREAM」 GLAY×EXILE（2009年）
- 「言葉より大切なもの」 嵐（2010年）
- 「Troublemaker」嵐（2011年）
- 「Get Wild」globe（2012年）
- 「英雄」doa（2013年）
- 「I am a HERO」福山雅治（2016年 - 2017年）
- 「仁義なき戦い」津島利章（2021年 - ）

### 代表歴
- 第6回AAAアジア野球選手権大会日本代表